# Saline County, Illinois
Saline County är ett administrativt område i delstaten Illinois, USA, med 24 913 invånare. Den administrativa huvudorten (county seat) är Harrisburg.

## Geografi
Enligt United States Census Bureau så har countyt en total area på 1 002 km². 992 km² av den arean är land och 10 km² är vatten.

### Angränsande countyn
- Hamilton County - nord
- Vita län - nordost
- Gallatin County - öst
- Hardin County - sydost
- Pope County - syd
- Johnson County - sydväst
- Williamson County - väst
- Franklin County - nordväst